# Schizocosa conspicua
Schizocosa conspicua este o specie de păianjeni din genul Schizocosa, familia Lycosidae. A fost descrisă pentru prima dată de Roewer, 1959.
Este endemică în Rwanda. Conform Catalogue of Life specia Schizocosa conspicua nu are subspecii cunoscute.